# Музеј санитета НОБ-а
Музеј санитета НОБ-а био је један од музеја основан у Београду након завршетка Другог светског рата, као потребе државе и њене војске за стручним усавршавањем санитетских кадрова у области војномедицинске заштите, чувања и изучавања санитетске збирке тековина Нараодноослободилачке борбе народа Југославије ради критичког сагледавања настанка, развоја и рад санитетске службе у рату, „и обраде доктринарних ставова у циљу извлачењу корисних поука.”

## Историја
Све је почело тако што је само један дан пре званичног завршетка Другог светског рата на територији Југославије, 14. маја 1945. године, Санитетско одељење Министарства народне одбране, којим је руководио генерал-потпуковник др Гојко Николиш, издало наредбу свим санитетском одељењима главних штабова и армија да Историјском одељењу Министарства доставе сва акта о раду Санитетске службе у НОБ-у.
Прикупљање ових докумената у оквиру Историјског одељења Министарства одбране имало је за циљ да се:
- изврши концентрација свих докумената на једном месту,
- спречи даље уништавање, губитак и отуђење докумената,
- обави стручна конзервација изаштита од даљег пропадања одређених докумената,
- изврши „анализа и систематизација које би послужиле критичком сагледавања у настанка, развоја и рада санитетске службе, обради доктринарних ставова и извлачењу корисних поука”.[4][5]

### Акривности које су претходиле оснивању музеја
Рад на прикупљању артефаката у оквиру Историјском одељењу Министарства одбране трајо је седам година.Након тога је прикупљена документација предата Одсеку за историју војног санитета, основаног у оквиру Војномедицинске академије, чији је примаран делокруг рада био чување и обрада архивске грађе, а у перспективи и оснивање „војносанитетског музеја, као базе за изучавање санитетског искуства из НОБ-а и других ратова у нашој и осталим земљама“.

### Оснивање и почетак рада музеја
Идеја о оснивању музеја реализована је 1954. године након завршетка и уређења Одсека за историју војног санитета, по новој формацији, и под новим називом Одсек за историју војног санитета са санитетским музејем Војномедицинске академије. Први начелник Одсека био је санитетски потпуковник др Борис Ројић, а персонал су, према формацији, требало да чине и „историчар – професор (етнолог или историјска група), лекарски помоћник и дактилограф“.
Одсек је био смештен у згради Војно-хигијенског завода, у кругу Војномедицинске академије у Пастеровој улици у Београду. У тој згради 27. октобра 1955. године Музеј је свечано отворен, у склопу заједничког програма Оснивачке скупштине Југословенског друштва за историју медицине, фармације и ветерине и Другог састанка историчара медицине, фармације и ветерине Југославије.
Како о првој поставци Музеја, данас не постоје сачувани подаци, једино се на основу две новинске фотографије могу да наведу предмети који су били изложени у једној витрини. На фотографији са потписом „Санитетски материјал из Пете офанзиве“ виде се две импровизоване лампе начињене од конзерви и различити хируршки инструменти и прибор као што су хватаљке - пеани, клешта, касете са бризгалицама, фиоле с хируршким концем и друго.

### Музејска поставка „Кабинет Санитетске службе НОР-а“
Музеј је прву сталну, нову поставку под називом „Кабинет Санитетске службе НОР-а“, добио 1961. године.Према списку изложеног материјала у Прилогу Извештаја о раду Одељења за историју војног санитета за 1961. годину, музејска збирка је садржала 28 предмета подељених у шест група.
| „Кабинет Санитетске службе НОР-а“ (Подела музејских збирки) | Садржај збирке | Слика |
| ----------------------------------------------------------- | --- | ----- |
| Прва група                                                  | Диораме на којима су била представљена: - природна и подземна склоништа за рањенике; - конспиративна склоништа санитетског материјала; - конспиративна подземна апотека и друго.                                                     |       |
| Друга група                                                 | Рељефи партизанских болница и система болница на територији Словеније и Босне и Херцеговине. |       |
| Трећа група                                                 | Шематски прикази организације Санитетске службе НОВЈ; Распоред апотека и Главног штаба Хрватске на простору Лика, Кордун и Банија средином 1943. године и друго.                                                                     |       |
| Четврта група                                               | У овој групи доминирала је макета операционе сале конспиративне шумске болнице „Павла“ на Словеначком приморју. |       |
| Пета група                                                  | Картограм словеначких војно-партизанских болница са локацијом за 126 болница. |       |
| Шеста група                                                 | Оригинални медицински предмети и импровизована средства као што су: - апотекарски аван и апотекарска вага, - шпиритусна лампа, - карбидна лампа, - добош и касета за стерилизацију, - ортопедска помагала, удлаге и протеза за ногу. |       |

Поред поставке Кабинета, у ходнику зграде је било изложено око 40 м2 паноа са фотографијама на којима је био приказан рад санитетске службе у НОР-у. 
Циљ нове поставке био је да прикаже, не само историјских околности и услова у којима је радила санитетска служба током Другог светског рата, већ и да илуструје стратегију функционисања санитетских установа у ратним условима. Оваква концепција изложбе одговарала је образовним потребама војносанитетских кадрова у тадашњој ЈНА.

### Рад у музеју
У Одељењу је чувано 397 предмета који нису били изложени, а такође и збирка печата санитетских установа. Збирка печата је током године била обрађена, јер се у Извештају наводи да је формирана картотека за њу са 289 картона. Године 1962. у Музеју је према Извештају о раду Одељења било непромењено – исти је био број изложених и неизложених предмета, а картотека збирке печата санитетских установа садржала је исти број картона.
Дужност кустоса, које се први пут спомиње 1962. године, обављала је Мирјана Јовановић, етнолог.
Одељење се у свом раду суочавало са бројним потешкоћама због скучености смештајног простора. Тако се нпр. због недостатка просторија, рад истраживачаобављао у канцеларији начелника, у којој су била радна места и три остала службеника. У таквим условима труд запослених да у таквим условима приреде и одржавају музејску поставку, посебно је вредан признања.

### Пресељење у нову зградуВМАи престанак рада музеја
Годину дана након пресељења Војномедицинске академије у нову зграду на Бањици 1981. године, Одељење за библиотечку и архивску делатност (у то
време под називом Архив санитетске службе) пресељено је у једну од зграда у близини Војномедицинске академије. Потом су музејски предмети пренети у главну зграду ВМА , са идејом да се употребе за формирање „спомен-собе“.
До реализације идеје да се у главној згради Војномедицинске академије, уместо музеја НОБ-а формира „спомен-собе“ никада није дошло. То је негативно утицало на музејски материјал, који се због небриге, се временом изгубио без иаквог трага.
У Одељењу за библиотечку и архивску делатност Института за научне информације Војномедицинске академије (раније Одсек за историју војног санитета, односно Архив санитетске службе), данас се чува само Збирка печата санитетских установа у којој се налази 290 печата.